# Ынтымак (Таскалинский район)
Ынтыма́к (каз. Ынтымақ, до 2010 г. — Крутая) — село в Таскалинском районе Западно-Казахстанской области Казахстана. Входит в состав Достыкского сельского округа. Код КАТО — 276037300.

## Население
В 1999 году население села составляло 262 человека (136 мужчин и 126 женщин). По данным переписи 2009 года, в селе проживало 208 человек (105 мужчин и 103 женщины).